# Stegosaurus sulcatus
Stegosaurus sulcatus (gr. "lagarto con tejado surcado") es una especie del género extinto Stegosaurus, que vivió a finales del período Jurásico, hace aproximadamente 156 y 144 millones de años, entre el Kimmeridgiense y el Titoniense, en lo que hoy es América del Norte. Fue descrito por Marsh en 1887 basándose en un esqueleto parcial. Tradicionalmente se ha considerado un sinónimo de S. armatus, aunque estudios más recientes sugieren que no lo es. S. sulcatus se distingue principalmente por sus púas surcadas inusualmente grandes con bases muy grandes. Una espiga asociada con el espécimen tipo, que originalmente se pensó que era una espiga de la cola, de hecho puede provenir del hombro o la cadera, ya que su base es mucho más grande que las vértebras de la cola correspondientes. Una revisión publicada por Maidment y sus colegas en 2008 lo consideró como una especie indeterminada que posiblemente ni siquiera pertenezca en absoluto a Stegosaurus, necesitando un género diferente. Peter Galton sugirió que debería considerarse una especie válida debido a sus picos únicos.